# Panurginus melanocephalus
Panurginus melanocephalus är en biart som först beskrevs av Cockerell 1926.  Panurginus melanocephalus ingår i släktet bergsbin, och familjen grävbin. Inga underarter finns listade i Catalogue of Life.